# Trest smrti na Kubě
Trest smrti na Kubě je legální formou trestu, ale používá se jen zřídka. Poslední popravy byly v zemi vykonány v roce 2003. Vnitrostátní legislativa stanovuje trest smrti za vraždu, vyhrožování vraždou, znásilnění s přitěžujícími okolnostmi, terorismus, únos, pirátství, obchod s drogami a jejich výroba, špionáž a velezrada. Typickou metodou popravy je zastřelení popravčí četou.
Kubánská ústava z roku 1940 zakázala trest smrti za mírové trestné činy, ale trest smrti byl obnoven po kubánské revoluci v roce 1959. Dostupné zdroje naznačují, že od roku 1959 bylo ve srovnání s oficiálními statistikami popraveno mnohem více lidí. Poslední zaznamenané popravy byly vykonány dne 11. dubna 2003. Případ se týkal tří mužů, kteří byli odsouzeni za únos trajektu Regla. K únosu došlo 4. dubna 2003. Během procesu byli obžalovaní obviněni z vyhrožování zabitím cestujícím požadujíc dostatek paliva na cestu do USA. V roce 2010 byl tresty smrti všech odsouzenců čekajících v cele smrti zmírněny.

## Historie

### Období 1902–1958
Trest smrti byl předmětem živé diskuze během Ústavodárného shromáždění v roce 1901. Konečný konsenzus trest smrti povolil, byl zakázán pouze pro zločiny politické povahy. Kubánská ústava z roku 1940 zcela zrušila trest smrti s výjimkou případů vojenských zločinů za zvláštních okolností.

### První revoluční změny 1959
K první změně právního režimu trestu smrti na Kubě od ústavy z roku 1940 došlo po ustanovení kubánské revoluční vlády. Ta přijala základní zákon 7. února 1959, kterým byla zrušena ústava z roku 1940.

#### Nařízení povstalecké armády č.1
Základní zákon ve svém prvním dodatečném přechodném ustanovení zachoval platnost trestních, občanskoprávních, správních a regulačních ustanovení vyhlášených vrchním velením povstalecké armády, a to až do ustanovení vlády na Kubě. Nařízení povstalecké armády č. 1 ze dne 21. února 1958 bylo ratifikováno s úpravou některých článků zákonem č. 33 ze dne 29. ledna 1959. Upravené nařízení č. 1 uplatňovalo trest smrti za trestné činy vraždy, velezrady, vyzvědačství, znásilnění, ozbrojené loupeže, rabování, banditismu, dezerce a dalších přestupků souvisejících s vojenskou kázní.
Tento předpis ve svém článku 16, upraveném zákonem č. 33 začlenil do legislativy trestní zákon z 28. července 1896. Ten mezi zločiny, za které mohl být udělen trest smrti zařadil zradu, útěk vstříc nepříteli během vojenské operace, pobuřování, neposlušnost armády v boji proti nepříteli, rebelii a vzpouru, zpronevěru veřejných prostředků, ozbrojenou agresi vůči jakémukoliv úřadu nebo veřejnému činiteli, vraždu, znásilnění nebo únos ženy a loupežné přepadení provedené s násilím nebo zastrašováním, i v případě, kdy byl pokus o trestný čin zmařen.
Ústava z roku 1940 zakazovala vytváření zvláštní soudů a komisí, které by měly zvláštní jurisdikci nad jurisdikcí běžných soudů. Zákaz byl pozastaven na dobu 90 dní s ohledem na osoby podléhající jurisdikci revolučních soudů. Těmi byli příslušníci ozbrojených sil represivní skupiny vlády generála Batisty a osoby vyšetřované a zadržované vojenskými orgány, které byly obviněny ze zločinů spáchaných ve prospěch nastolení a obrany režimu generála Batisty a proti národnímu hospodářství nebo veřejným financím.

#### Ústavní reformní zákony
Ústavním reformním zákonem ze dne 5. května 1959 byla od jeho vyhlášení pravomoc revolučních soudů projednávat kauzy uvedené výše prodloužena o devadesát dní. Článek 25 základního zákona byl upraven ústavním reformním zákonem ze dne 29. června 1959, který rozšířil trest smrti na osoby vinné z kontrarevolučních zločinů a na osoby poškozující národní hospodářství nebo veřejné finance.

#### Zákon č.425
V Zákoně č. 425 ze dne 7. července 1959 byly za kontrarevoluční zločiny označeny zločiny proti integritě a stabilitě národa a zločiny proti státní moci. Tento zákon upravil výše uvedené paragrafy trestního zákoníku, zvýšil limity sankcí a ve většině případů také umožňuje alternativní udělení trestu smrti. Rozšířil také počet kontrarevolučních trestných činů, mezi které nově patřilo například létání nad kubánským územím s úmyslem jeho pozorování pro kontrarevoluční účely nebo z důvodu vystrašení obyvatelstva, provádění jakékoliv agrese proti národnímu hospodářství, které představuje riziko pro lidský život či vražda s kontrarevolučním motivem. Všechny tyto zločiny byly trestány od 20 let odnětí svobody po trest smrti.
Tento zákon pozastavil činnost revolučních soudů. Neoznačil je však za rozpuštěné, což umožnilo Radě ministrů převést do jurisdikce těchto soudů případy trestných činů uvedených výše, pokud to vyžadovala obrana revoluce.

#### Zákon č.634
Ústavní reformní zákon ze dne 29. října 1959 pozměnil článek 174 základního zákona a obnovil fungování revolučních soudů, aby projednávaly procesy a kauzy, které zákon kvalifikoval jako kontrarevoluční, ať už byly spáchány civilisty nebo vojáky. Pro převod kontrarevolučních zločinů z jurisdikce obecných soudů do jurisdikce revolučních soudů byl přijat zákon č. 634 ze dne 20. listopadu 1959. Tento zákon prohlásil revoluční soudy za jediné příslušné soudy k projednávání kontrarevolučních zločinů.

#### Popravy v roce 1959
Podle odhadů bylo v roce 1959 na základě výše uvedených zákonů a na základě rozsudků revolučních soudů popraveno 972 lidí, včetně 436 příslušníků armády a policii z období Batistova režimu.

### Období 1960–1961
Během těchto prvních let po kubánské revoluci byly provedeny úpravy trestního zákoníku. Mezi hlavní zákony týkající se trestu smrti patřil zákon č. 732, zákon č. 923 a zákon č. 988.

#### Zákon č.732
Zákon č. 732 ze dne 17. února 1960 rozšířil aplikaci trestu smrti o zpronevěru veřejného majetku a podvody. Tyto zločiny označil za kontrarevoluční s trestní sazbou od 30 let odnětí svobody po trest smrti. Tyto trestné činy zahrnovaly veřejné činitele, kteří si přivlastňovali veřejné prostředky, osoby, které zpronevěřily jim svěřené veřejné prostředky a osoby, které se dohodly s dodavatelem nebo zhotovitelem zakázky na podvodu na státní pokladně.

#### Zákon č.923
Podle Zákona č. 923 ze dne 4. ledna 1961 byla zvýšena trestní sazba na 30 let odnětí svobody po trest smrti za trestné činy zapálení veřejné nebo soukromé budovy, vozidla, lodi nebo letadla s kontrarevolučním motivem, bez odpovídajícího oprávnění zapálení třtinového pole, lesů, pastvin a dalších plodin, cukrovarů nebo jiný čin způsobující škodu na třtinových polích, průmyslových zařízeních nebo mlýnech nebo vozidlech používaných k přepravě, poškození života nebo majetku za použití výbušniny nebo výbušného zařízení nebo jiných prostředků schopných způsobit velkou škodu, držení bez příslušného povolení hořlavé nebo výbušné látky vhodné k provádění sabotáží a teroristických činů a výroba takových látek.

#### Zákon č.988
Po invazi v zátoce Sviní byla na Kubě zpřísněna trestní sazba přijetím zákona č. 988 ze dne 29. listopadu 1961. Ten zavedl trest smrti za provádění kontrarevoluční činnosti, zahrnující atentáty, sabotáže a ničení národního bohatství.